# Phitosia
Phitosia là một chi thực vật có hoa trong họ Cúc (Asteraceae).

## Loài
Chi Phitosia gồm các loài:
- Phitosia crocifolia